# ماتيو بوجي
إرنستو ماتيو بوجي (بالإيطالية: Ernesto Matteo Poggi)‏ (23 فبراير 1913 - 3 يناير 1992)، هو لاعب كرة قدم ومدربًا إيطاليًا في الخمسينيات.